# Morti nel 1134
| Questa pagina contiene informazioni ricavate automaticamente dalle voci biografiche con l'ausilio del template Bio e di un bot. L'aggiornamento è periodico e automatico e ricostruisce completamente la pagina. Se manca una persona in questa lista, sei pregato di non aggiungerla, ma accertati piuttosto che la sua voce biografica contenga il template Bio e che i dati anagrafici siano correttamente compilati. Se il template Bio manca, inseriscilo tu stesso o, in alternativa, metti l'avviso {{tmp\|Bio}} che ne segnala la mancanza. Se i dati riportati sono sbagliati, correggi direttamente la voce biografica; le modifiche saranno visibili in questa lista entro pochi giorni. Per chiarimenti vedi il progetto biografie. La lista contiene solo le 18 persone che sono citate nell'enciclopedia e per le quali è stato implementato correttamente il template Bio. Pagina aggiornata al 10 lug 2025. |

- 10 febbraio - Roberto II di Normandia, cavaliere medievale normanno
- 28 marzo - Stefano Harding, monaco cristiano e abate inglese (n. 1059)
- 4 giugno - Magnus I di Götaland, principe danese (n. 1106)
- 6 giugno - Norberto di Prémontré, arcivescovo cattolico e santo tedesco
- 25 giugno - Niels di Danimarca, re danese
- 17 luglio - Aimerico II di Narbona, nobile franco
- 17 luglio - Centullo VI di Béarn, nobile francese
- 9 agosto - Gilberto l'Universale, vescovo britannico
- 13 agosto - Piroska d'Ungheria, imperatrice bizantina (n. 1088)
- 7 settembre - Alfonso I d'Aragona, sovrano
- 23 ottobre - Allucio di Campugliano in Valdinievole, santo italiano (n. 1070)
- 7 dicembre - Pietro di Porto, cardinale e vescovo cattolico italiano
- Abu al-Salt, medico, astronomo e alchimista arabo (n. 1068)
- Giovanni IX di Costantinopoli, arcivescovo ortodosso bizantino
- Gümüshtegin, sovrano turco
- Toghrul II, sultano (n. 1109)
- Ugo II du Puiset, nobiluomo francese
- Urbano di Llandaff, vescovo cattolico gallese